# Skid Row/Diskografie
Diese Diskografie ist eine Übersicht über die musikalischen Werke der US-amerikanischen Hard-Rock-/Hair-Metal-Band Skid Row. Den Schallplattenauszeichnungen zufolge hat sie bisher mehr als 7,9 Millionen Tonträger verkauft, davon alleine in ihrer Heimat über 6,8 Millionen. Ihre erfolgreichste Veröffentlichung ist das Album Skid Row mit über 5,5 Millionen verkauften Einheiten.

## Alben

### Studioalben
| Jahr | Titel Musiklabel                    | Höchstplatzierung, Gesamtwochen, AuszeichnungChartplatzierungen (Jahr, Titel, Musiklabel, Platzierungen, Wochen, Auszeichnungen, Anmerkungen) | Höchstplatzierung, Gesamtwochen, AuszeichnungChartplatzierungen (Jahr, Titel, Musiklabel, Platzierungen, Wochen, Auszeichnungen, Anmerkungen) | Höchstplatzierung, Gesamtwochen, AuszeichnungChartplatzierungen (Jahr, Titel, Musiklabel, Platzierungen, Wochen, Auszeichnungen, Anmerkungen) | Höchstplatzierung, Gesamtwochen, AuszeichnungChartplatzierungen (Jahr, Titel, Musiklabel, Platzierungen, Wochen, Auszeichnungen, Anmerkungen) | Höchstplatzierung, Gesamtwochen, AuszeichnungChartplatzierungen (Jahr, Titel, Musiklabel, Platzierungen, Wochen, Auszeichnungen, Anmerkungen) | Anmerkungen                                                 |
| Jahr | Titel Musiklabel                    | DE | AT | CH | UK | US | Anmerkungen                                                 |
| ---- | ----------------------------------- | --- | --- | --- | --- | --- | ----------------------------------------------------------- |
| 1989 | Skid Row Atlantic Records           | DE22 (16 Wo.)DE | — | CH26 (1 Wo.)CH | UK30 Gold · (16 Wo.)UK | US6 ×5Fünffachplatin · (78 Wo.)US | Erstveröffentlichung: 24. Januar 1989 Verkäufe: + 5.719.570 |
| 1991 | Slave to the Grind Atlantic Records | DE12 (21 Wo.)DE | AT16 (12 Wo.)AT | CH15 (9 Wo.)CH | UK5 Silber · (9 Wo.)UK | US1 ×2Doppelplatin · (46 Wo.)US | Erstveröffentlichung: 11. Juni 1991 Verkäufe: + 2.295.000   |
| 1995 | Subhuman Race Atlantic Records      | DE57 (7 Wo.)DE | — | CH49 (1 Wo.)CH | UK8 (3 Wo.)UK | US35 (9 Wo.)US | Erstveröffentlichung: 28. März 1995 Verkäufe: + 100.000     |
| 2003 | Thickskin SPV                       | — | — | — | — | — | Erstveröffentlichung: 5. August 2003                        |
| 2006 | Revolutions per Minute SPV          | — | — | — | — | — | Erstveröffentlichung: 24. Oktober 2006                      |
| 2022 | The Gang’s All Here earMusic        | DE15 (2 Wo.)DE | AT28 (1 Wo.)AT | CH5 (1 Wo.)CH | UK67 (1 Wo.)UK | — | Erstveröffentlichung: 14. Oktober 2022                      |

### Livealben
- 2024: Live in London

### Kompilationen
- 1998: 40 Seasons: The Best of Skid Row (Atlantic Records)
- 2021: The Atlantic Years (CD- bzw. LP-Box mit allen Studioalben bis Subhuman Race, erweitert um die EP Subhuman Beings on Tour)

### EPs
| Jahr | Titel Musiklabel                  | Höchstplatzierung, Gesamtwochen, AuszeichnungChartplatzierungen (Jahr, Titel, Musiklabel, Platzierungen, Wochen, Auszeichnungen, Anmerkungen) | Höchstplatzierung, Gesamtwochen, AuszeichnungChartplatzierungen (Jahr, Titel, Musiklabel, Platzierungen, Wochen, Auszeichnungen, Anmerkungen) | Höchstplatzierung, Gesamtwochen, AuszeichnungChartplatzierungen (Jahr, Titel, Musiklabel, Platzierungen, Wochen, Auszeichnungen, Anmerkungen) | Höchstplatzierung, Gesamtwochen, AuszeichnungChartplatzierungen (Jahr, Titel, Musiklabel, Platzierungen, Wochen, Auszeichnungen, Anmerkungen) | Höchstplatzierung, Gesamtwochen, AuszeichnungChartplatzierungen (Jahr, Titel, Musiklabel, Platzierungen, Wochen, Auszeichnungen, Anmerkungen) | Anmerkungen                                                  |
| Jahr | Titel Musiklabel                  | DE | AT | CH | UK | US | Anmerkungen                                                  |
| ---- | --------------------------------- | --- | --- | --- | --- | --- | ------------------------------------------------------------ |
| 1992 | B-Side Ourselves Atlantic Records | — | — | — | — | US58 Gold · (6 Wo.)US | Erstveröffentlichung: 22. September 1992 Verkäufe: + 250.000 |

Weitere EPs
- 1995: Subhuman Beings on Tour (EastWest Records, nur in Japan)
- 2013: United World Rebellion: Chapter One (Megaforce Records)
- 2014: United World Rebellion: Chapter Two (Megaforce Records)

## Singles
| Jahr | Titel Album                              | Höchstplatzierung, Gesamtwochen, AuszeichnungChartplatzierungen (Jahr, Titel, Album, Platzierungen, Wochen, Auszeichnungen, Anmerkungen) | Höchstplatzierung, Gesamtwochen, AuszeichnungChartplatzierungen (Jahr, Titel, Album, Platzierungen, Wochen, Auszeichnungen, Anmerkungen) | Höchstplatzierung, Gesamtwochen, AuszeichnungChartplatzierungen (Jahr, Titel, Album, Platzierungen, Wochen, Auszeichnungen, Anmerkungen) | Höchstplatzierung, Gesamtwochen, AuszeichnungChartplatzierungen (Jahr, Titel, Album, Platzierungen, Wochen, Auszeichnungen, Anmerkungen) | Höchstplatzierung, Gesamtwochen, AuszeichnungChartplatzierungen (Jahr, Titel, Album, Platzierungen, Wochen, Auszeichnungen, Anmerkungen) | Anmerkungen                         |
| Jahr | Titel Album                              | DE | AT | CH | UK | US | Anmerkungen                         |
| ---- | ---------------------------------------- | --- | --- | --- | --- | --- | ----------------------------------- |
| 1989 | Youth Gone Wild Skid Row                 | — | — | — | UK42 (3 Wo.)UK | US99 (2 Wo.)US | Erstveröffentlichung: 10. Juni 1989 |
| 1989 | 18 and Life Skid Row                     | — | — | — | UK12 (36 Wo.)UK | US4 Gold · (20 Wo.)US | Erstveröffentlichung: 16. Juni 1989 |
| 1989 | I Remember You Skid Row                  | — | — | — | UK36 (4 Wo.)UK | US6 (20 Wo.)US | Erstveröffentlichung: November 1989 |
| 1991 | Monkey Business Slave to the Grind       | — | — | — | UK19 (3 Wo.)UK | — | Erstveröffentlichung: Mai 1991      |
| 1991 | Slave to the Grind                       | — | — | — | UK43 (2 Wo.)UK | — | Erstveröffentlichung: Juni 1991     |
| 1991 | Wasted Time Slave to the Grind           | — | — | — | UK20 (3 Wo.)UK | US88 (3 Wo.)US | Erstveröffentlichung: Oktober 1991  |
| 1991 | In a Darkened Room Slave to the Grind    | — | — | CH27 (1 Wo.)CH | — | — | Erstveröffentlichung: November 1991 |
| 1992 | Youth Gone Wild / Delivering the Goods – | — | — | — | UK22 (4 Wo.)UK | — | Erstveröffentlichung: 1992          |
| 1995 | Breakin’ Down Subhuman Race              | — | — | — | UK48 (2 Wo.)UK | — | Erstveröffentlichung: 1995          |

Weitere Singles
- 1995: My Enemy
- 1995: Into Another
- 2005: Hi-Five

## Videoalben und Musikvideos

### Videoalben
- 1990: Oh Say Can You Scream (Atlantic Records, US: Platin)
- 1993: Road Kill (Atlantic Records)
- 1993: No Frills Video (Atlantic Records)
- 2003: Under the Skin (Atlantic Records)

### Musikvideos
- 1989: Youth Gone Wild
- 1989: 18 and Life
- 1989: I Remember You
- 1990: Piece of Me
- 1991: Monkey Business
- 1991: Slave to the Grind
- 1991: Wasted Time
- 1992: In a Darkened Room
- 1992: Quicksand Jesus
- 1992: Psycho Love
- 1993: Little Wing
- 1993: C’mon and Love Me
- 1993: Psycho Thepary
- 1995: My Enemy
- 1995: Breakin’ Down
- 1995: Into Another
- 2003: Ghost
- 2003: New Generation
- 2003: Thick Is the Skin
- 2003: One Light
- 2013: Kings of Demolition
- 2013: This Is Killing Me
- 2014: We Are Damned

## Statistik

### Chartauswertung
|                     | DE    | AT    | CH    | UK    | US    |
| ------------------- | ----- | ----- | ----- | ----- | ----- |
| Nummer-eins-Alben   | DE—DE | AT—AT | CH—CH | UK—UK | US1US |
| Top-10-Alben        | DE—DE | AT—AT | CH1CH | UK2UK | US2US |
| Alben in den Charts | DE4DE | AT2AT | CH4CH | UK4UK | US4US |

|                       | DE    | AT    | CH    | UK    | US    |
| --------------------- | ----- | ----- | ----- | ----- | ----- |
| Nummer-eins-Singles   | DE—DE | AT—AT | CH—CH | UK—UK | US—US |
| Top-10-Singles        | DE—DE | AT—AT | CH—CH | UK—UK | US2US |
| Singles in den Charts | DE—DE | AT—AT | CH1CH | UK8UK | US4US |

### Auszeichnungen für Musikverkäufe
| Goldene Schallplatte - Australien - 1990: für die Single I Remember You - 1990: für das Videoalbum Oh Say Can You Scream - 1991: für das Album Slave to the Grind - Finnland - 1990: für das Album Skid Row - Japan - 1992: für das Album Slave to the Grind - 1995: für das Album Subhuman Race | Platin-Schallplatte - Australien - 1990: für das Album Skid Row - Japan - 1995: für das Album Skid Row - Kanada - 1991: für das Album Slave to the Grind - Neuseeland - 1990: für das Album Skid Row 3× Platin-Schallplatte - Kanada - 1989: für das Album Skid Row |

Anmerkung: Auszeichnungen in Ländern aus den Charttabellen bzw. Chartboxen sind in ebendiesen zu finden.
| Land/RegionAuszeichnungen für Musikverkäufe (Land/Region, Auszeichnungen, Verkäufe, Quellen) | Silber  | Gold     | Platin       | Verkäufe  | Quellen                   |
| -------------------------------------------------------------------------------------------- | ------- | -------- | ------------ | --------- | ------------------------- |
| Australien (ARIA)                                                                            | —       | 3× Gold3 | Platin1      | 147.500   | Einzelnachweise           |
| Finnland (IFPI)                                                                              | —       | Gold1    | —            | 29.570    | ifpi.fi                   |
| Japan (RIAJ)                                                                                 | —       | 2× Gold2 | Platin1      | 400.000   | riaj.or.jp                |
| Kanada (MC)                                                                                  | —       | —        | 4× Platin4   | 400.000   | musiccanada.com           |
| Neuseeland (RMNZ)                                                                            | —       | —        | Platin1      | 20.000    | aotearoamusiccharts.co.nz |
| Vereinigte Staaten (RIAA)                                                                    | —       | 2× Gold2 | 8× Platin8   | 6.800.000 | riaa.com                  |
| Vereinigtes Königreich (BPI)                                                                 | Silber1 | Gold1    | —            | 160.000   | bpi.co.uk                 |
| Insgesamt                                                                                    | Silber1 | 9× Gold9 | 15× Platin15 |           |                           |